# Buurt van Nispen tot Pannerden
Jhr. Antoon Jan Marie (Buurt, Antoon, Toon) van Nispen tot Pannerden (Didam, 17 juni 1914 - Den Haag, 28 juli 1972) was een telg uit een katholiek Gelders regentengeslacht. Hij werd in 1948 juridisch adviseur van minister-president Drees. Daarna was hij raadsadviseur en secretaris-generaal van het ministerie van Algemene Zaken. Toen hij negen dagen na de val van het kabinet-Biesheuvel I op 58-jarige leeftijd overleed, had hij in 26 jaren als ambtenaar negen minister-presidenten gediend.

## Loopbaan
- Juridisch adviseur, Adviescommissie Vorderingen ter Regeling van Defensieschaden, vanaf 1941
- Schadecommisaris in Limburg en oostelijk Noord-Brabant, tot 1943
- Advocaat en procureur te Arnhem, vanaf 1943
- Advocaat en procureur te Zevenaar, tot 1946
- Ambtenaar Kabinet van de minister-president, vanaf 1946
- Referendaris ministerie van Algemene Zaken, 1948-1961
- Raadadviseur ministerie van Algemene Zaken, 1948-1961 (tevens plaatsvervangend secretaris van de ministerraad)
- Secretaris-generaal ministerie van Algemene Zaken, van 1961 tot 28 juli 1972

## Wetenswaardigheden
Van Nispen woonde tijdens zijn studie in Nijmegen in dezelfde straat als Godfried Bomans en Jo Cals. Cals en hij bleven nadien vrienden en gingen in Den Haag naar dezelfde kerk.

## Ridderorden
- Officier in de Orde van Oranje-Nassau, 7 januari 1954 (t.g.v. einde werkzaam Grondwetscommissie)
- Ridder in de Orde van de Nederlandse Leeuw, 29 april 1964

## Privé
Van Nispen was een telg uit het geslacht Van Nispen, tak Pannerden, en een zoon van burgemeester jhr. Antoine van Nispen tot Pannerden (1884-1964) en Clara Maria de Nerée tot Babberich (1886-1975), telg uit het geslacht De Nerée. Hij trouwde in 1949 met Theresia Regina Stephania Maria (Trees) Weve (1925-2011), met wie hij zeven kinderen kreeg.